# バッグバルブマスク
バッグバルブマスク（bag valve mask, BVM）とは、呼吸をしていない、または呼吸が不十分な患者に陽圧換気を行うために一般的に用いられる手持ち式の装置である。アンビュ・バッグ（Ambu bag）という商品名、手動蘇生器（manual resuscitator）や自己膨張式バッグ（self-inflating bag）という一般的な名称が知られている。

## 概要
この装置は、訓練を受けた専門家（救急隊員など）のための病院外の環境での蘇生キットの必須備品であり、また、病院内でも救急外来やその他の重症患者の治療現場で、救急カート（crash cart）にある標準備品の一部として頻繁に用いられている。アメリカ心臓協会（AHA）の心肺蘇生と緊急心臓治療のガイドラインでは、米国におけるBVMの使用頻度と重要性を強調し、「すべての医療従事者はバッグマスク装置の使用に精通しているべきである」と勧告している。BVMは、病院内で、機械式人工呼吸器が故障している恐れがあるため検査する必要がある場合、人工呼吸器無しでは生命維持に支障のある患者の一時的な換気に用いられるが、そのような患者の病院内搬送時にも使用される。BVMには、主に2つのタイプがある。1つは、空気で自己膨張するタイプで、酸素を追加することは可能だが、装置の機能上は必ずしも必要ない。もう1つの主なタイプの手動蘇生器は、流量膨張式バッグ（flow inflating bag）と呼ばれるもので、麻酔導入時や麻酔からの回復時の患者を換気するために、手術室などで多用されており、酸素配管ないしはボンベからの酸素ないしは呼吸ガスが使用する上では不可欠である。
BVMを用いて患者を換気することは、しばしば「バギング"bagging"」と呼ばれ）、患者の呼吸が不十分（呼吸不全）または完全に停止した（呼吸停止）場合、すなわち医学的緊急事態に通常必要となる。BVMを用いると、空気や酸素を強制的に肺に送り込み、膨らませることができるため、手動で陽圧換気を行うことが可能となる。口対口人工呼吸またはポケットマスク併用口対口人工呼吸よりも、BVMの方が医療従事者に好んで用いられる。

## 歴史
バッグバルブマスクのコンセプトは、1956年にドイツ人技師ホルガー・ヘッセとそのパートナーであるデンマーク人麻酔科医ヘニング・ルーベンによって、吸引ポンプの初期研究に続いて開発された。ヘッセの会社は後にアンブA/Sと改名し、1956年からこの装置を製造、販売している。アンブバッグとは、アンブA/S社の自己膨張式バッグ蘇生器のことで、現在も自己膨張式バッグ蘇生器を製造・販売している。
今日では、BVMの製造業者は他にもいくつかある。オリジナルのアンブバッグのように、耐久性があり、徹底的に洗浄した後に再利用することを目的としたものもある。また、安価で1人の患者用に使用されるものもある。
当初は1つのサイズで製造されていたBVMは、現在では乳児、小児、成人に用いるためのサイズが用意されている。

## 標準的な構成部品

### マスク

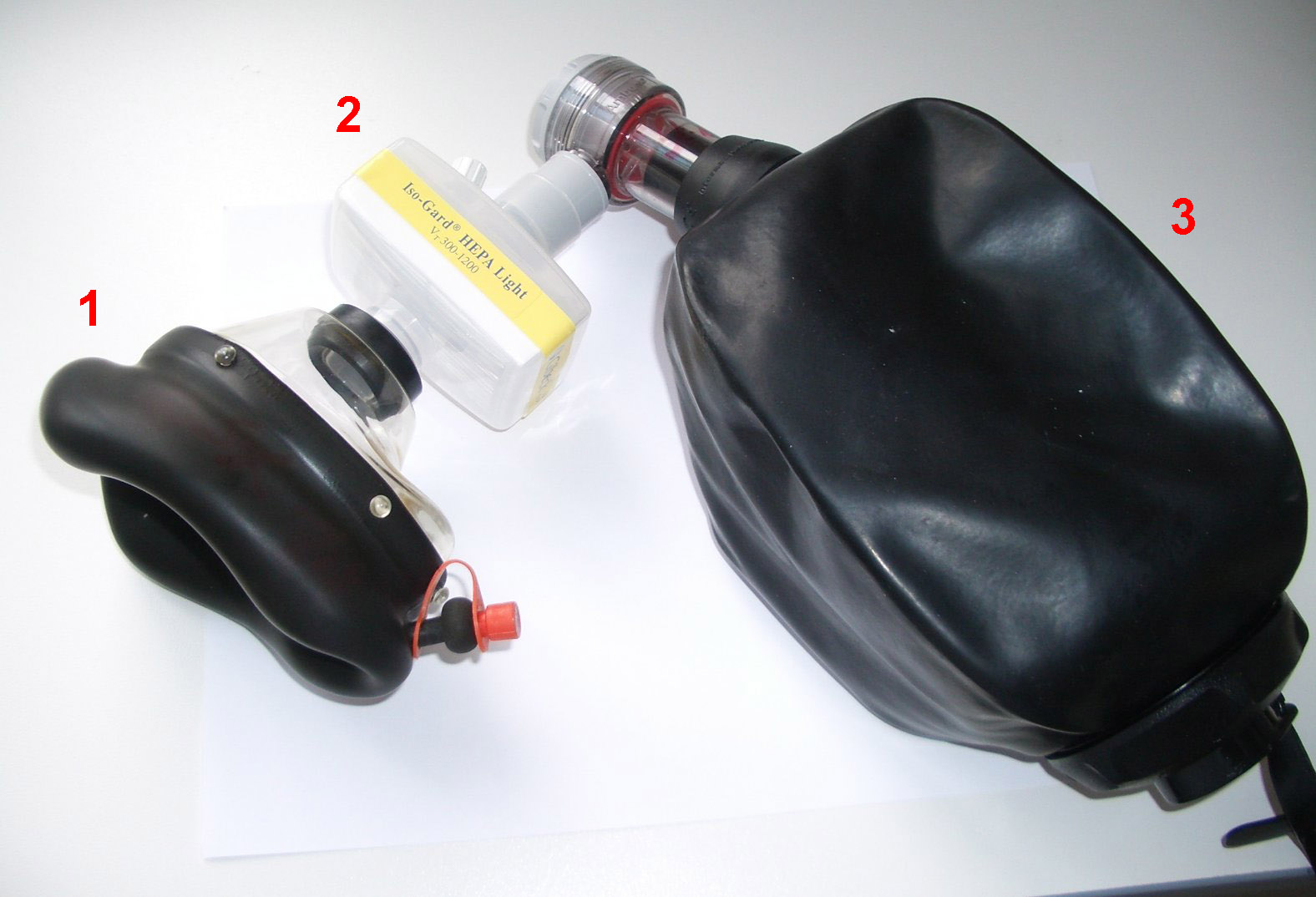
バッグバルブマスクは3つのパーツで構成される。一つ目は患者の顔を覆う柔軟なマスク、二つ目はバッグへの空気の逆流を防ぐフィルタとバルブ（マスク内の陽圧を維持し、バッグの汚染を防ぐ）、三つ目は患者に空気を送るために押す、柔らかいバッグ部分。

BVMは、開閉式のバルブを介してフェイスマスクに取り付けられた柔軟な空気室（長さ約1フィートの"バッグ"）で構成されている。フェイスマスクが適切に装着され、バッグが押されると、患者の肺に空気を送り込まれる。バッグから手を離すと、マスクと反対側の端から周囲の空気または酸素ボンベの減圧弁から供給される低圧酸素を吸引しつつ自己膨張し、患者の肺からの呼気は一方向弁（Outlet port）を通って周囲環境（バッグ外）に排出される。

### バッグとバルブ
バッグとバルブの組み合わせは、マスクの代わりに、気道デバイスを取り付けることも可能である。例えば、気管チューブやラリンジアルマスクを取り付けることができる。小型の人工鼻や、加湿・細菌フィルターなども用いることができる。
BVMは、酸素ボンベに装着しなくても、患者に「ルームエア」（21％の酸素）を供給するために用いることができる。しかし、BVMは、別のバッグリザーバーに接続して、圧縮酸素源から純酸素を充填することもでき、患者に供給する酸素の量をほぼ100%に増やすことも可能である。
バッグバルブマスクには、幼児、小児、成人に適合するように異なるサイズがある。例えば、1つの小児用サイズのバッグを複数の顔のサイズに対応した異なるマスクと用いたり、小児用マスクを顔の小さい患者用に大人用バッグと併用したりすることがある。
本装置のほとんどのタイプは使い捨てであるため、一度しか用いられないが、洗浄して再利用できるように設計されているものもある。

## 操作方法

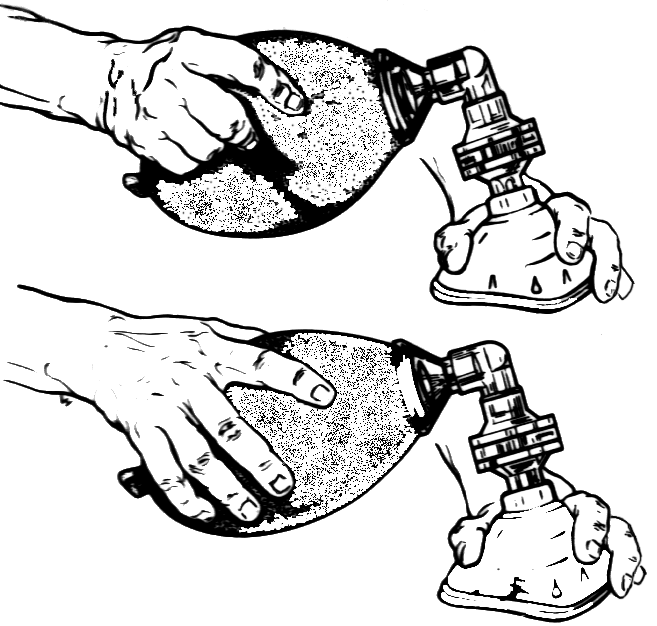
バッグバルブマスクを「押す」。「揉む」や「絞る」とも表記される。

BVMは、救助者によって押されると、膨張式バッグ内のガスが一方向弁を介して患者に強制的に送り込まれ、理想的状況においては（つまり気道確保が完璧ならば）、呼吸ガスはマスクを通して患者の気管、気管支、肺に送り込まれる。BVM換気が効果を発揮するためには、正常な成人男性患者であれば、肺に500～600ミリリットルの空気を送り込む必要があるが、補助酸素を供給する場合は400ミリリットルで十分な場合がある。大人の場合は5～6秒に1回、幼児や子供の場合は3秒に1回、バッグを押すと適切な呼吸数（大人の場合は1分間に10～12呼吸、子供や幼児は20呼吸）になる。

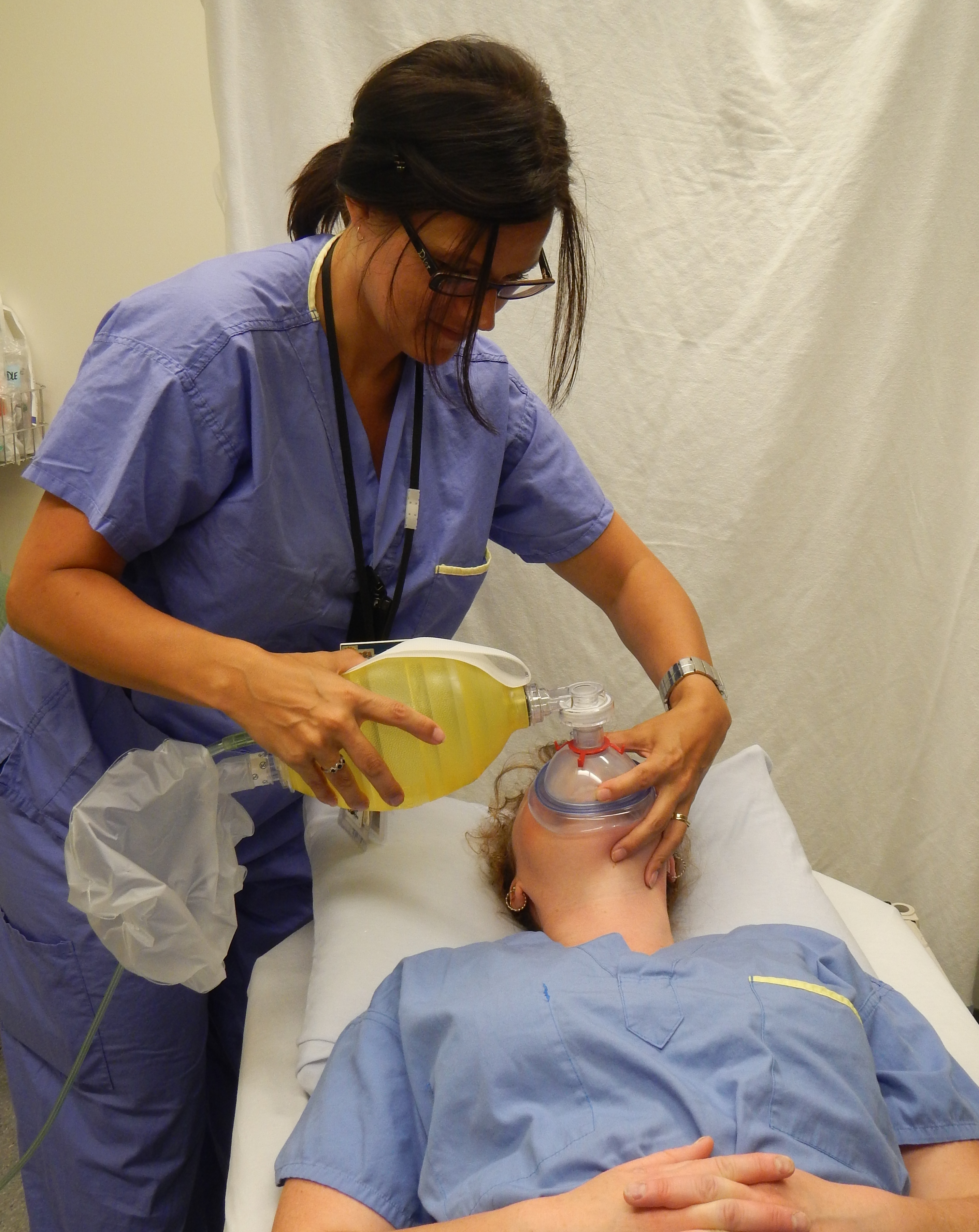
バギング（bagging）の様子。左手はECクランプ法でマスクを顔に密着させている。

医療従事者は、BVMのマスク部分が患者の顔の周りに適切に密着されていること（つまり、適切な「マスクシール」を確保すること）を確認するよう指導される。そうしないと、肺を強制的に膨らませるのに必要な圧力がかからない。バッグバルブマスクを使用して換気する際に十分な密閉性を確保するために、通常、「ECクランプ法」が用いられる。医療従事者は、親指と人差し指をマスクの上に「C」の形に置き、残りの3本の指でマスクの下の顎を掴んで「E」の形にする。親指と人差し指でマスクを下方向に押さえ、残りの指は頭を後傾させ、下顎を上方に引き上げる力を維持する。Cの指は下方向、Eの指は上方向に力をかけることになる。空いている方の手で、バッグを使った換気を行うことができる。一人の救助者が片手でマスクシールを維持しながら、もう片方の手でバッグを押そうとするのは困難である。そのため、一般的なプロトコルでは、2人の救助者を想定している。1人の救助者が両手でマスクを患者の顔に当て、漏れないマスクシールの維持に完全に集中し、もう1人の救助者がバッグを押し、呼吸（または1回換気量）とタイミングに集中する。
気管チューブは、挿管に熟練を要するが、BVMのマスク部分の代用となる。気管チューブは気管内で膨張式カフで密閉されているため、胃内容逆流物が肺に入りにくく、強制膨張圧が肺にのみかかり、不用意に胃にかからないため、バッグバルブと患者の間の空気の通路がより安全・確実になる（以下の「合併症」参照）。また、気管チューブは、心肺蘇生の胸骨圧迫中であっても、常に開存している安全な気道を維持することができる。BVMを用いる場合、緊急の状況でフェイスマスクの顔面密着を維持することが困難であるのとは対照的である。

## 手動式蘇生器の種類

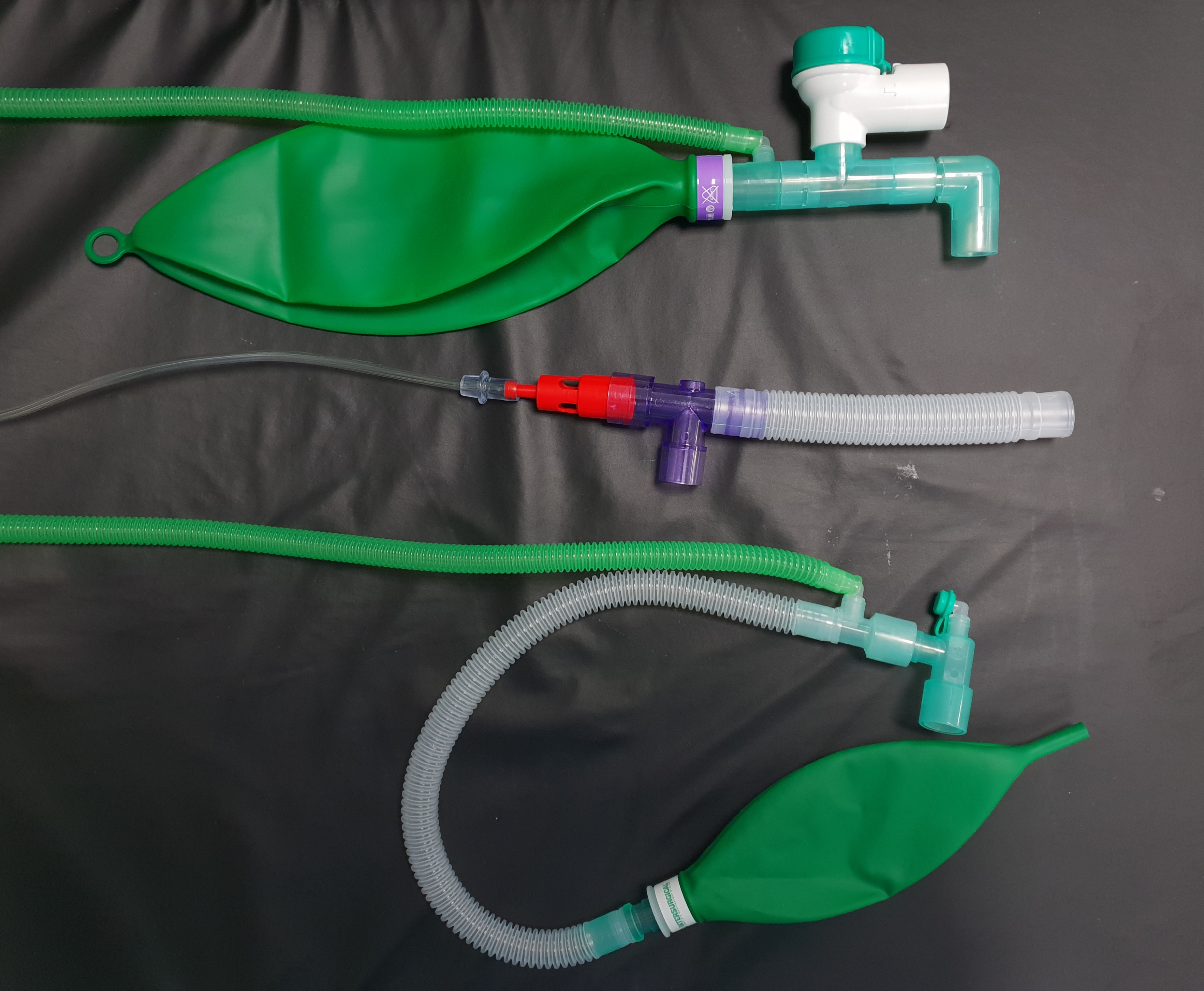
市販されている流量膨張式の手動蘇生器の一例。上から順に、インターサージカル社製のメイプルソンC回路、メイプルソンE回路(供給酸素濃度を下げるためにベンチュリー弁が取り付けられている)、メイプルソンF回路（ジャクソン・リース回路の別名）。

- 市販されている流量膨張式の手動蘇生器の一例。上から順に、インターサージカル社製のメイプルソンC回路、メイプルソンE回路(供給酸素濃度を下げるためにベンチュリー弁が取り付けられている)、メイプルソンF回路（ジャクソン・リース回路の別名）。自己膨張式バッグ（self-inflating bag）： このタイプの手動蘇生器は、病院内および病院外の環境で最もよく用いられる標準的な設計である。自己膨張型手動蘇生器の袋部分に用いられる材料は「形状記憶」を持っており、手動で圧縮した後、呼吸の間に自動的に再膨張する（次の呼吸のために空気を取り込む）ことを意味している。この装置は、単独で用いる（空気が供給される）ことも、酸素供給源と組み合わせて100％に近い酸素を送気することも可能である。このような特徴から、このタイプの手動蘇生器は、病院内や救急車などの院外での使用に適している。
- 流量膨張式バッグ（flow inflating bag）： 麻酔バッグまたはジャクソン・リース回路とも呼ばれるこのタイプの手動式蘇生器は、バッグ部分が弛緩しており、自力では再膨張しない形態である。バッグを膨らませるためには、外部からの加圧ガス供給が必要で、膨らんだら医療従事者が手動でバッグを押すか、患者が自分で呼吸している場合は、バッグから直接吸入することができる。このような手動蘇生器は、麻酔導入時や全身麻酔からの覚醒時に多用され、麻酔器に取り付けられていることが多く、麻酔ガスを用いて患者を換気することができる。主に全身麻酔を行う麻酔科医が使用するが、麻酔科医や呼吸療法士[注釈 3]が関与することもある病院内の緊急事態にも使用される。通常、病院外では用いられない。最近のインドの研究によると、これらの流量膨張式バッグは、自発呼吸の小児にCPAPを提供するために用いることができる。この研究では、CPAPのこのモードは、限られたリソース環境において費用対効果があることを引用している[14]。

## 合併症
通常の呼吸では、胸壁の筋肉と横隔膜が膨張すると、肺はわずかな陰圧で膨らむ。これにより、肺が「引っ張られて」開き、空気が肺に入り、弱い陰圧で膨らむ。しかし、BVMを用いると、他の陽圧換気と同様に、加圧された空気や酸素で肺を強制的に膨らませることになる。このため、マスクや気管チューブを用いた手動蘇生器では、さまざまな合併症の危険性がある。合併症は、肺を過度に膨張または加圧することに関連し、（1）胃を膨らませる、（2）過膨張による肺損傷（容積損傷（volutrauma）と呼ばれる）、（3）過加圧による肺損傷（圧損傷（barotrauma）と呼ばれる）を引き起こすことがある。

### 胃の膨張・肺への誤嚥
酸素マスクを手動蘇生器と併用する場合、強制的に送り込まれる空気や酸素が肺を膨らませることを意図している。しかし、患者から入った空気は食道を通って胃にも入るため、バッグを強く押しすぎたり（肺だけで吸収するには空気の流れが速すぎる）、速く押しすぎたり（余分な空気が胃に流れ込む）すると、胃が膨張する可能性がある。胃の膨張は嘔吐とそれに続発する胃内容物の肺への誤嚥につながる可能性があり、これはバッグバルブマスク換気の主な危険性として挙げられている。ある研究では、この影響は最も熟練し経験のある使用者でさえ避けることが困難であると示唆されており、「自己膨張式バッグを用いる場合、我々の研究では経験のある麻酔科医でさえ吸気時間を短くしすぎたり一回換気量を多くしすぎて換気した場合があり、結果として胃が膨れるケースもあった」と述べられている。「胃の膨張は、逆流、（胃酸の）誤嚥、そして場合によっては死を引き起こすかもしれない複雑な問題である」と、この研究論文は続けている。胃の膨張が強酸性の胃酸の嘔吐につながる場合、その後の呼吸によってこれらの苛性酸が肺に押し込まれ、メンデルソン症候群、誤嚥性肺炎、急性呼吸窮迫症候群、「塩素ガス暴露の被害者に見られるのと同様の肺の傷害」を含む生命危機や致命的な肺損傷を引き起こすことがある。胃への送気が嘔吐や逆流を引き起こす危険性とは別に、嘔吐が起こらない場合でも胃への送気が臨床的に問題であることを示す報告が少なくとも2件見つかっている。蘇生に失敗し死亡した1例では、生後3ヶ月の男児の胃への送気により肺に圧力がかかり、「有効な換気ができなかった」。また、BVMによる胃の過膨張で胃破裂を起こした合併症も報告されている。不注意による胃の膨張の原因因子とリスクの程度が検討されており、ある研究では、長時間の蘇生中に患者に送られる空気の最大75％が、肺ではなく胃に不注意で送られることがあることが明らかとなっている。

### 肺損傷と空気塞栓
気管チューブを挿管すると、手動蘇生器の開口部から肺に直接、気密の通路ができるため、意図しない胃の膨張や胃酸の吸引による肺損傷の可能性を排除できることが主な利点の1つである。しかし、偶発的な強制過膨張（容積損傷（volutrauma）または圧損傷（barotrauma）と呼ばれる）による肺の損傷パターンとは別に、肺のリスクは高くなる。スポンジ状の肺組織はデリケートであり、過度の膨張は急性呼吸窮迫症候群（ICUで長時間の人工呼吸器によるサポートを必要とし、生存率の低下（例：50%）と1日あたり3万ドルにも上る顕著な医療費の増加をもたらす可能性がある。肺の容積損傷も圧損傷も、気胸を生じる可能性がある。少なくとも1つの公表された報告では、「BVMによる換気中に突然緊張性気胸を発症した患者」について述べられている。さらに、BVMを用いて肺を誤って過膨張させ、「心臓が大量の空気を含み」、「大動脈と肺動脈が空気で満たされた」という空気塞栓と呼ばれる「ほぼ一律に致命的」な状態になったという報告が少なくとも1つある。しかし、この症例は95歳の女性であり、著者らは、この種の合併症はこれまで未熟児にしか報告されていなかったと指摘している。

## BVMの合併症による公衆衛生上のリスク
手動蘇生器の合併症による公衆衛生上のリスクは、2つの要因によると考えられている。(1)BVMが広く用いられていること（リスク曝露の可能性が高い）、および(2)医療従事者による制御不能、偶発的な強制的過膨張から患者を保護できないことが明らかであること。

### BVMの使用率
人工呼吸器は一時的な換気補助によく用いられ、特にフロー膨張型（自動膨張型でない、ジャクソン・リース回路や麻酔器の用手換気回路）は、通常の手術中の麻酔導入/回復時に用いられる。したがって、ほとんどの国民は、全身麻酔を伴う手技を受ける際に、生涯に一度は「バッグで換気される」可能性がある。また、新生児の多くは、出生直後に正常な呼吸を促すために、新生児サイズの手動蘇生器を使った人工呼吸が行われるため、手動蘇生器は誕生時に最初に出会う治療用医療機器の一つとなっている。また、前述の通り、手動蘇生器は重症患者の緊急人工呼吸に推奨される第一選択の機器であり、病院内だけでなく、消防、救急、クリニックなどの院外診療の場でも用いられている。

### 安全ガイドラインの遵守
手動式蘇生器には1回換気量の調節機能がなく、一回の呼吸で肺を強制的に膨らませる空気の量は、操作者がバッグをどれだけ押すかに依存する。手動式蘇生器の使用に伴う危険性を受けて、アメリカ心臓協会とヨーロッパ蘇生協議会（European Resuscitation Council）から、患者にとって安全な推奨最大1回換気量（または呼吸量）と人工呼吸速度が明記されたガイドラインが発行された。制御されていない手動蘇生器の使用による合併症や死亡の頻度を評価した研究は知られていないが、多くの査読付き研究により、確立された安全ガイドラインがあるにもかかわらず、手動蘇生器による過膨張の発生率は、医療従事者の訓練や技術レベルとは無関係に「蔓延」していることがわかった。別の臨床研究では、「手動蘇生器による1回換気量には大きなばらつきがある」とし、「手動蘇生器は正確な換気に適した装置ではない」と結論付けている。手動蘇生器を緊急に頻繁に用いる別の高技能集団（救急救命士）の別の評価では、「一見十分な訓練を受けているように見えるが、救急救命士は病院外での心肺蘇生中に常に患者を過換気にしている」ことがわかり、同じ研究グループは「不注意な過換気の見落としが、現在心停止からの生存率がひどいことになっている原因かもしれない」と結論を出している。2012年に発表された査読付き研究では、新生児における制御不能な過膨張の発生可能性を評価し、「すべてのパラメータについて、実際に行われた値と現行のガイドライン値の間に大きな不一致が観察された」こと、「職業や取り扱い技術にかかわらず...88.4%が過剰な圧力をかけ、一方...73.8%が推奨される換気容積の範囲を超えた」とし、「対象研究集団の大多数が、換気時に不注意な過呼吸、過剰な圧力と換気容積を伴っていた」と結論付けている。最近、過換気の問題が、成人における小児用サイズの手動蘇生器の使用、またはより高度な流量膨張式（または「メイプルソンC」回路）の手動蘇生器の使用で解決出来るかどうかを評価するためにさらなる検討がなされた。「小児用自己膨張バッグにより、最もガイドラインと一致した換気が実現された」が、「3つの装置すべてで模擬心停止時に患者が過換気された」ためガイドラインへの完全準拠にはならなかった。

### ガイドラインの不遵守は過換気と過膨張、どちらに起因するか
「過換気」は、(1)1分間あたりの多すぎる換気回数、(2)大きすぎて患者の通常の肺活量を超える換気、または(3)その両方の組み合わせによって起こり得る。手動蘇生器を用いる場合、装置内に内蔵された安全調整機能によって人工呼吸の速度や量を物理的に制御することができないため、上記のように、アメリカ心臓協会やヨーロッパ蘇生協議会（European Resuscitation Council）が概説する人工呼吸の速度（10回/分）や量（5～7mL/kg体重）の指定安全ガイドラインを超えて、医療者が過度に換気を行っていることが研究で示されている。 多くの研究が、現在のガイドラインを超える人工呼吸は心肺蘇生時の血流を阻害する可能性があると結論付けているが、これらの知見に関連する前臨床実験では、現在のガイドラインを超える吸気量の供給が行われている。例えば、過換気の効果を換気回数と換気量と同時に評価している。2012年に発表されたより新しい研究では、（1）ガイドラインに準拠した吸気量による過換気、（2）ガイドラインに準拠した換気回数による過換気、（3）（1）と（3）の両方を伴うガイドライン非準拠の組み合わせ、の個別の効果を評価することにより、このテーマに関する知見が拡大された。この研究では、現在のガイドラインの3倍以上の過換気（例えば、1分間に33回の換気）は心肺蘇生の妨げにはならないかもしれず、このことは、1回換気量をガイドラインの範囲内に保つことができれば、過大な呼吸数の臨床的危険性を個別に軽減できる可能性があることを示唆している。また、ガイドラインを超える1回換気量で換気した場合、低換気量では一過性の血流低下が観察されたが、1回換気量と換気速度の両方が同時に過剰になった場合は血流低下が持続することがわかった。このことは、ガイドラインを超える1回換気量が副作用の主要機構であり、換気速度がこれらの効果を倍加するものとして機能することを示唆している。過大な速度と換気量の両方が心肺蘇生中の血流障害の副作用を引き起こすことが判明した先行研究と同様に、間隔の狭い高頻度換気のために、過大な換気の完全呼気が可能な時間が不十分となり、肺が換気の間に完全呼気ができなくなる（換気の「スタッキング」ともいう）場合も複雑な要因として挙げられる。用手換気の安全面における最近の進歩は、ガイドラインで指定された適切な呼吸回数の間隔で、聴覚的または視覚的なメトロノーム音や点滅光を発する計時補助装置の使用が増加していることであると考えられる。ある研究では、これらの装置を使用すると、換気回数に関するガイドラインをほぼ100％遵守できる可能性があるとしている。この進歩により、ガイドラインを逸脱した過剰な手動蘇生器の使用に関連する「速度の問題」が解決されたように見えるが、「量の問題」には対処できないかもしれない。すなわち、換気速度がガイドライン内で維持されても、過膨張による合併症が依然として起こりうるため、手動蘇生器は患者に危険なものとなり続けるかもしれない。
現在、安全ガイドラインの範囲内で、あらかじめ設定された医師の指示による換気量を確実に供給できる唯一の機器は、電源または圧縮酸素による動力源を必要とし、操作には高度な訓練が必要で、一般的に使い捨ての手動蘇生器よりも数百から数千ドル高い機械式人工呼吸器である。

## 追加コンポーネントと機能

### フィルター
マスクとバッグの間（バルブの前または後）にフィルターを設置し、バッグの汚染を防止することがある。

### 呼気終末陽圧
気道陽圧維持のため、PEEP弁コネクタを装備した機器がある。

### 薬物送達
吸入薬を気流中に注入できるように、バルブ部分にカバー付き注入ポートが組み込まれている場合がある。これは、重度の気管支痙攣の患者の治療で想定されている。

### 気道圧モニター
圧力モニタリング機器を取り付けることができるように、バルブ部分に別のカバー付きポートがあり、救助者が強制換気中に発生する陽圧の値を継続的にモニターすることができる。

### 減圧弁
小児用と成人用には、偶発的な肺の過圧を防止するための圧力開放弁（ポップアップ弁）が装備されていることが多い。

### 機器の収納機能
バッグの中には、折りたたんで収納できるように設計されているものがある。折りたたんで保管するように設計されていないバッグは、長期間圧縮して保管すると弾力性が失われ、換気効果が低下することがある。折りたたみ式のデザインには長軸方向に切り込み線があり、通常のバッグの加圧方向とは異なる切り込み線の基点でバッグが折りたたまれるようになっている。

## 戦場でのバッグバルブマスク使用
気道閉塞は戦場での外傷の主な死因である。戦場での気道管理は、民間のそれとは大きく異なる。戦場では、顎顔面外傷が気道閉塞の主な原因である。この外傷は、もがく患者、歪んだ解剖学的構造、血液によって複雑になることが多く、これらの外傷はしばしば、付随する血管損傷による著しい出血を伴う。
軍隊の救急隊員は、「暗闇、敵の砲撃、資材の制限、避難時間の延長、独特の死傷者輸送の問題、医療に影響を及ぼす指揮・戦術的決定、敵地環境、医療従事者の経験レベル」など、極端な課題に直面している。彼らはしばしば、背負っている装備だけを用いて複数の死傷者を治療しなくてはならない。そのため、スペースが最も重要であり、ポケットBVMのようなコンパクトなバッグバルブマスクが、救急キット内の貴重なスペースを節約するために作成されている。